# Faina, Goiás
Faina là một đô thị thuộc bang Goiás, Brasil. Đô thị này có diện tích 1944,953 km², dân số năm 2007 là 6987 người, mật độ 3,6 người/km².